# Бад Берлебург
Бад Берлебург (њем. Bad Berleburg) град је у њемачкој савезној држави Северна Рајна-Вестфалија. Једно је од 11 општинских средишта округа Зиген-Витгенштајн. Према процјени из 2010. у граду је живјело 20.083 становника. Посједује регионалну шифру (AGS) 5970004, NUTS (DEA5A) и LOCODE (DE BBE) код.

## Географски и демографски подаци
Бад Берлебург се налази у савезној држави Северна Рајна-Вестфалија у округу Зиген-Витгенштајн. Град се налази на надморској висини од 420 метара. Површина општине износи 275,3 km². У самом граду је, према процјени из 2010. године, живјело 20.083 становника. Просјечна густина становништва износи 73 становника/km².

## Међународна сарадња
| Мјесто                | Држава   | Врста сарадње | Од    |
| --------------------- | -------- | ------------- | ----- |
| Зала                  | Мађарска | контакт       | 1995. |
| Фреденсборг-Хумлебаек | Данска   | партнерство   | 1975. |
| Извор                 |          |               |       |